# Сундуки (Тверская область)
Сундуки́ (карел. Sundukoit) — деревня в Лесном районе Тверской области. Входит в Сорогожское сельское поселение. Географически деревня расположена около Федяйковковско-Железинский болотного массива в 5 км восточнее села Сорогожского и в 15 км южнее райцентра села Лесного.

## Население
| 2010 |
| ---- |
| 7    |

## Транспорт
Через деревню проходят следующие автомобильные дороги местного значения Тверской области:
- 28Н-0879 Сорогожское - Мотыли - Сундуки (3 класс, грунтовая - 4,5 км)
- 28Н-0894 Лесное - Заболотье - Телятники (2 класс, гравийная - 43,1 км)

Обе дороги выходят на трассу регионального значения 28К-0874 Пересечение с трассой 28К-0034 (Вышний Волочёк - Бежецк - Сонково) - Лесное - Пестово (1 класс, асфальтобетон, гравий - 49,1 км).